# شاهسوسا
شاسوسا
بنای تاریخی شاهسوسا (شاسوسا) مربوط به دوره قاجار است و در  بیدگل، ۲ کیلومتری جاده کاشان واقع شده و این اثر در تاریخ ۲۵ اسفند ۱۳۷۹ با شمارهٔ ثبت ۳۶۲۳ به‌عنوان یکی از آثار ملی ایران به ثبت رسیده است.

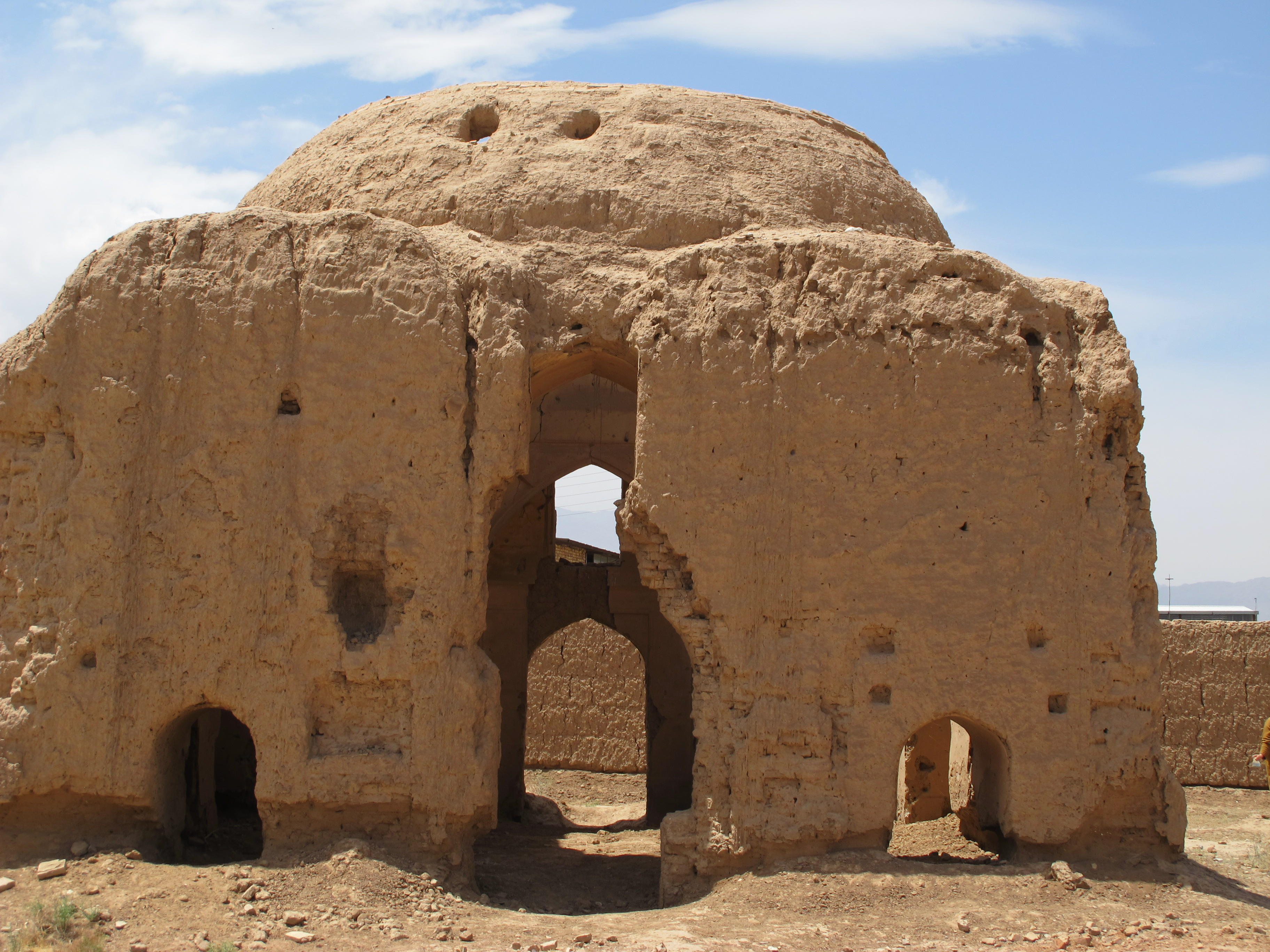
شاسوسا - عکس از عباس رسول زاده بیدگلی

نام صحیح این اثر که در گویش محلی رایج است "شاسوسا" است که در مقاله بازشناسی عمارت تاریخی شاسوسا در پژوهشنامه کاشان بایگانی‌شده  در ۲۹ ژوئیه ۲۰۱۹ توسط Wayback Machine  شمارۀ ششم)پپاپی 41) بهار و تابستان 4931 ،ص39ب4 به ان به تفضیل اشاره شده است.
شاسوسا در هشت کتاب/آوار آفتاب/شاسوسا
چهره ای در آب نقره گون به مرگ می خندد: 
"شاسوسا"! "شاسوسا"! 
در مه تصویرها، 
قبر ها نفس می کشند. 

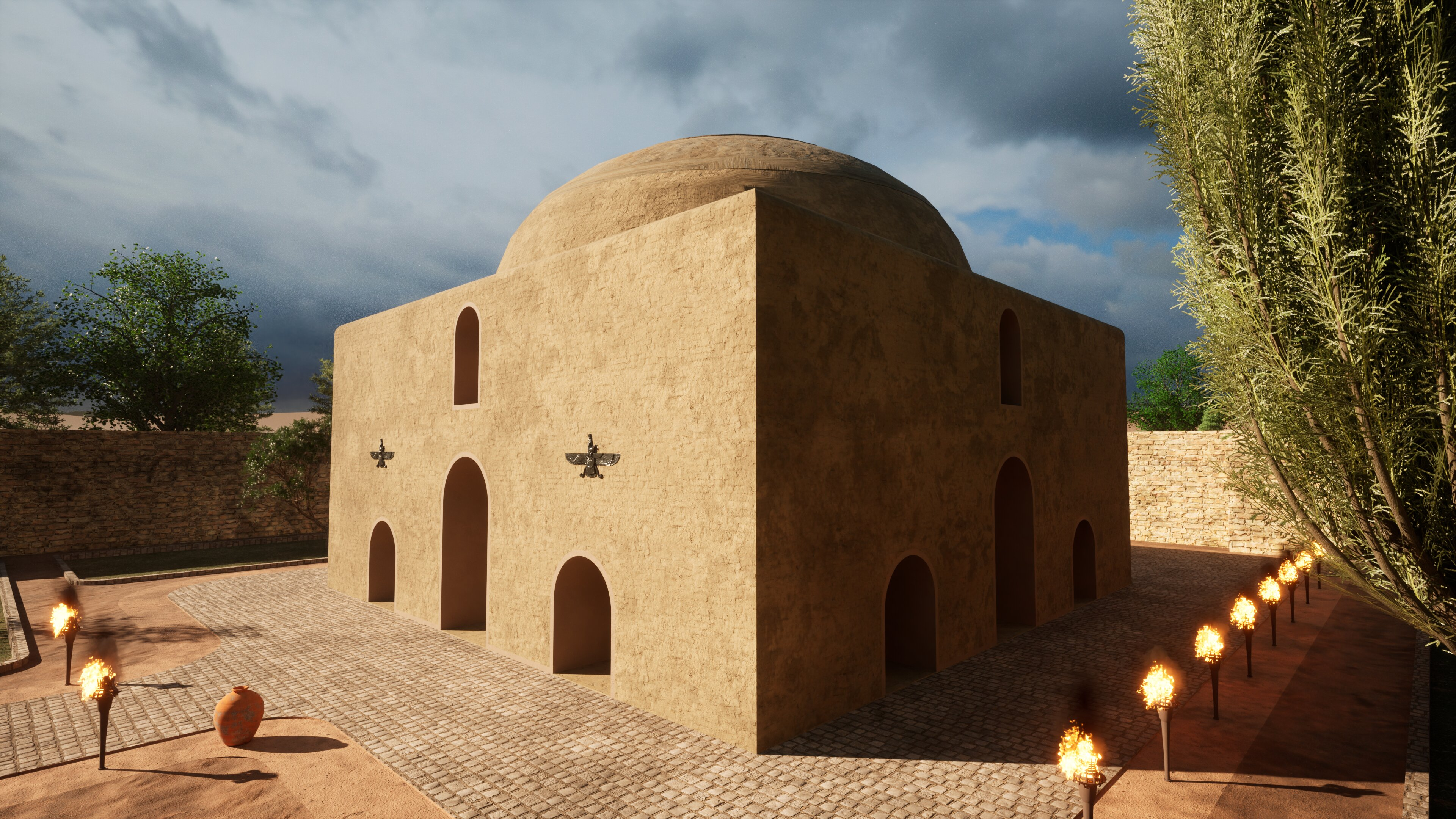

لبخند "شاسوسا" به خاک می ریزد و انگشتش جای گمشده ای را ... 

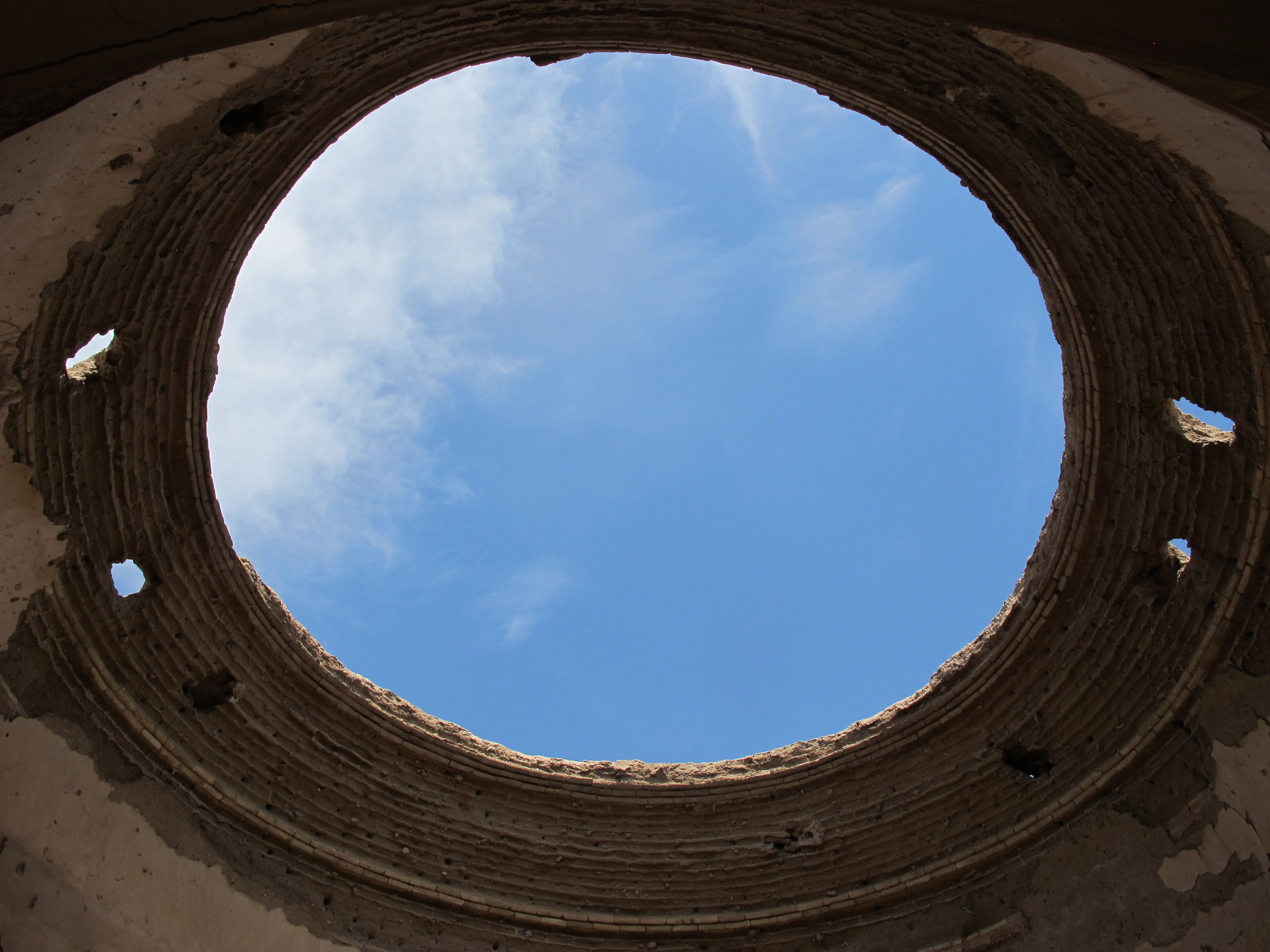
شاسوسا - عکس از عباس رسول زاده بیدگلی

## جستارهای وابسته

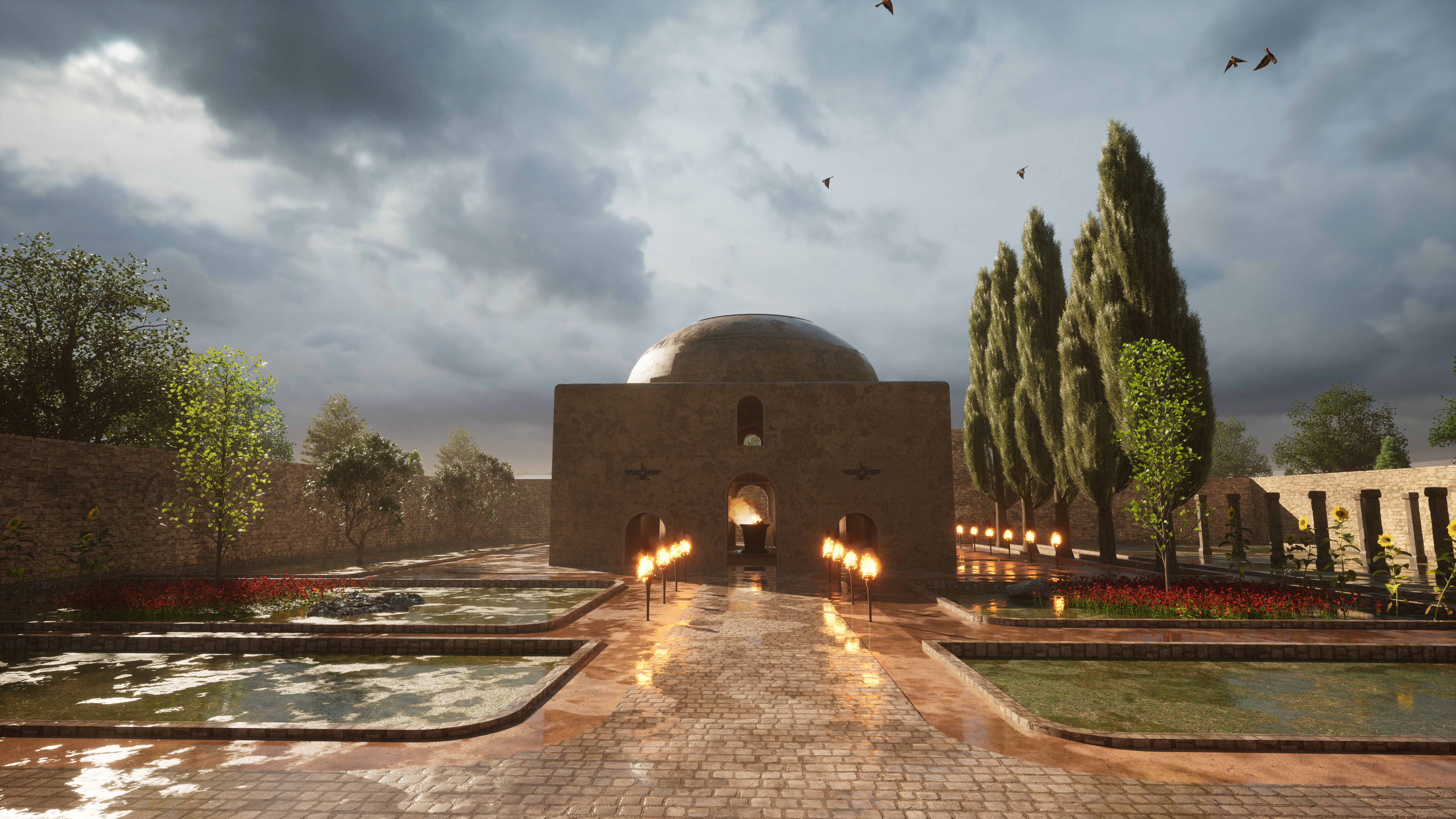